# U Pinkasů
Az U Pinkasů egy prágai söröző. Neve magyarul annyit tesz: Pinkászéknál.
1843. április 7-én Jacob Pinkas átvette az első Plzeňből érkező sörszállítmányt. A korábban szabómester Pinkas úr kocsmája hamar népszerű lett, hála a nála csapolt plzeninek. Ő volt az első, aki Pilsner Urquellt csapolt Prágában.
A sörözőt többször bővíteni kellett. Ma a Vencel tér melletti Jungmannova téren található. Az U Pinkasů étterem a remek konyhája miatt is kedvelt.

## Képek

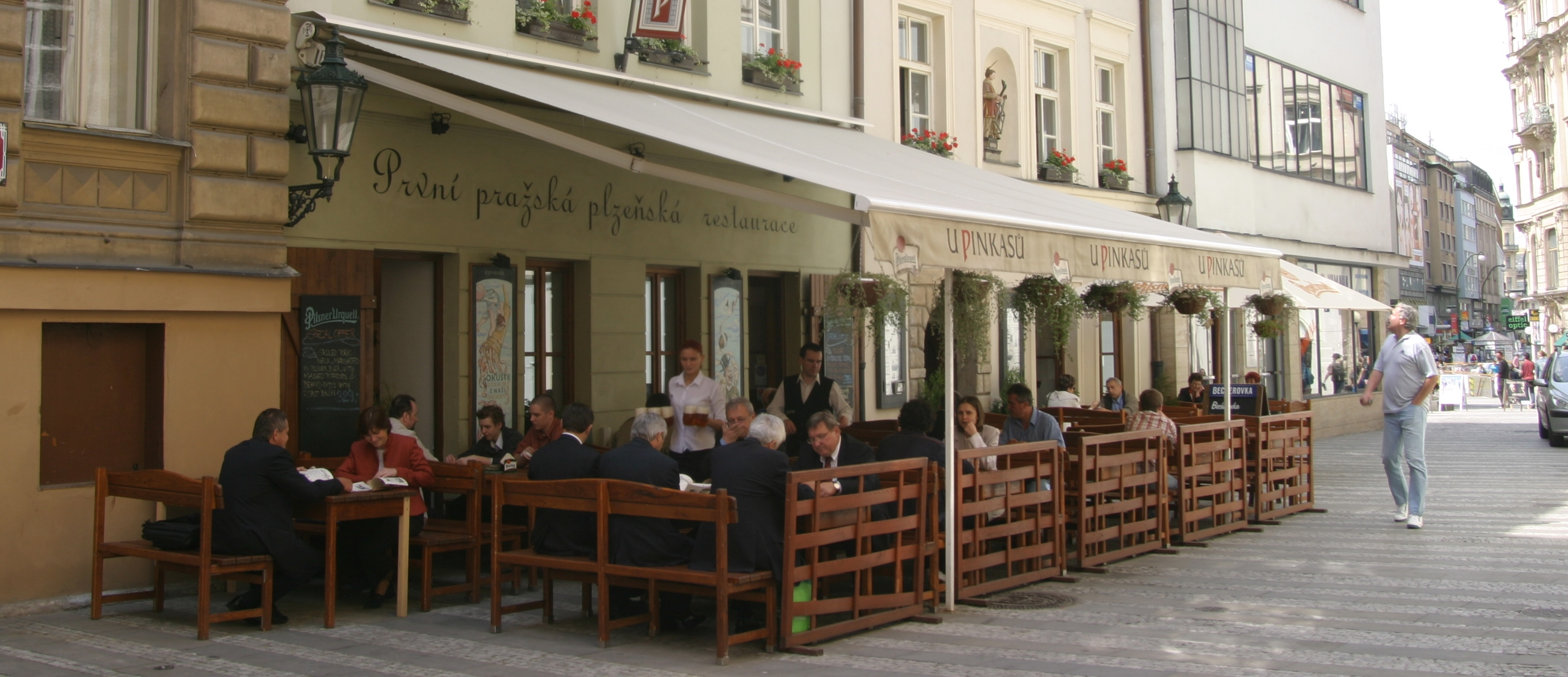
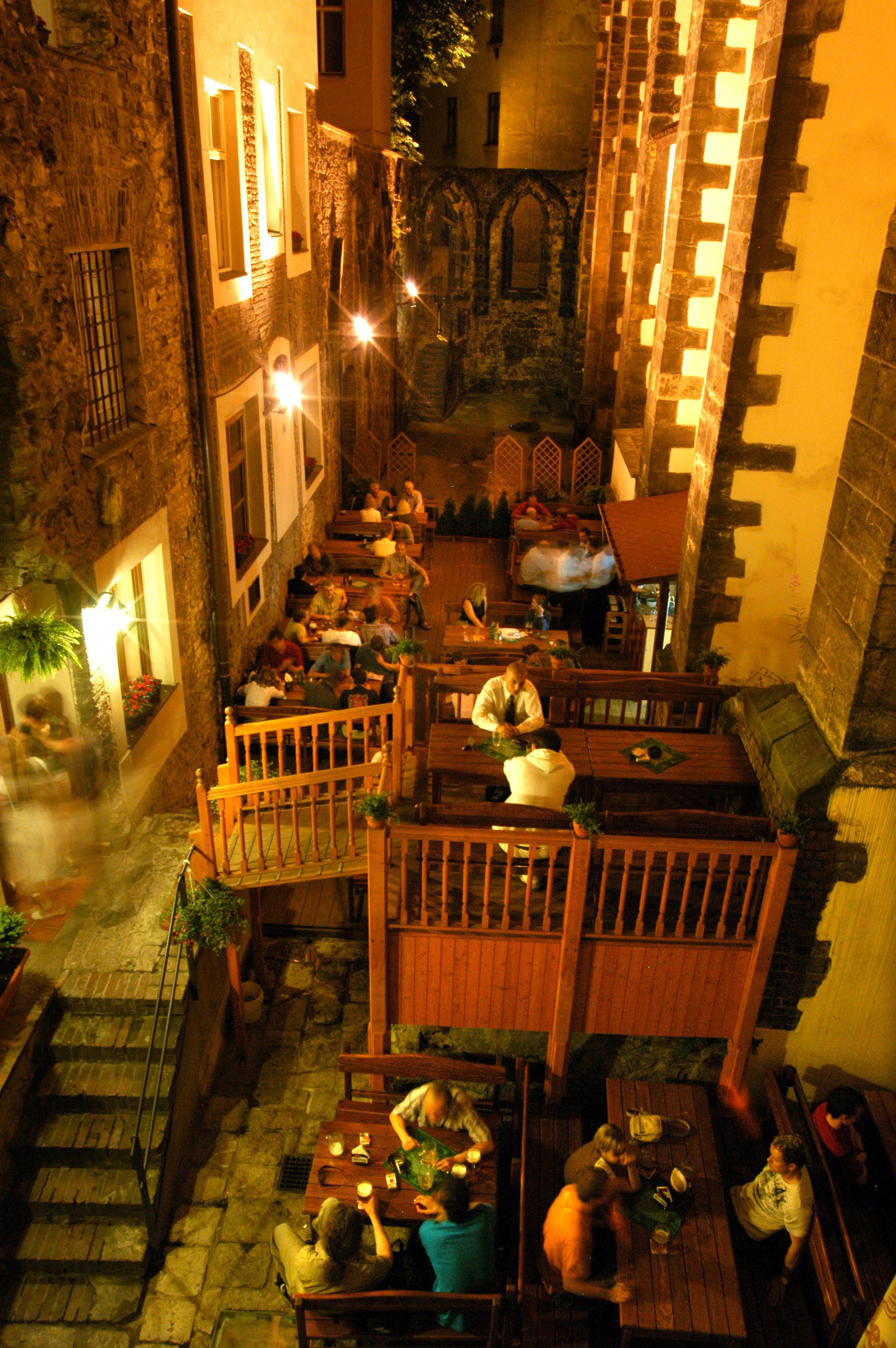
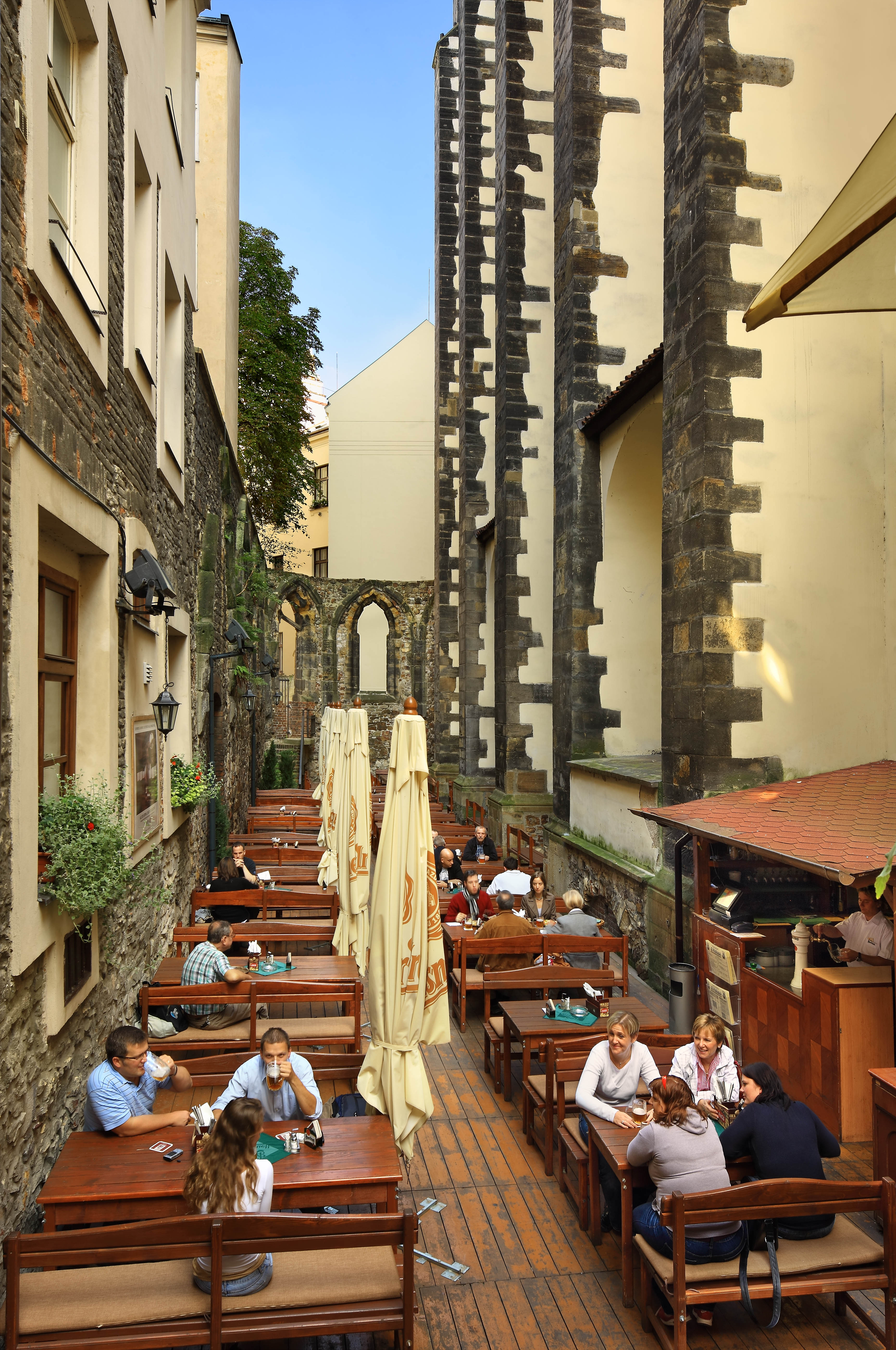